# Neotrichoniscus manninoi
Neotrichoniscus manninoi is een pissebed uit de familie Trichoniscidae. De wetenschappelijke naam van de soort is voor het eerst geldig gepubliceerd in 1959 door Brian.